# José Fajardo
José Fajardo Nelson (ur. 18 sierpnia 1993 w Colón) – panamski piłkarz występujący na pozycji napastnika, reprezentant Panamy, od 2024 roku zawodnik ekwadorskiego Universidad Católica.

## Kariera klubowa
Fajardo rozpoczynał swoją karierę w drugoligowym klubie Independiente La Chorrera. W wiosennym sezonie Clausura 2017 został królem strzelców drugiej ligi panamskiej i wywalczył ze swoją drużyną awans do najwyższej klasy rozgrywkowej. W Liga Panameña zadebiutował 21 lipca 2017 w wygranym 1:0 spotkaniu z San Francisco, zaś premierowego gola strzelił 28 sierpnia tego samego roku w wygranej 1:0 konfrontacji z Santa Gema. W listopadzie 2017 (wraz ze swoim kolegą klubowym Omarem Browne) przebywał na testach w kolumbijskim Independiente Medellín.

## Kariera reprezentacyjna
W seniorskiej reprezentacji Panamy Fajardo zadebiutował za kadencji selekcjonera Hernána Darío Gómeza, 24 października 2017 w wygranym 5:0 meczu towarzyskim z Grenadą.